# 邕宁专区
邕宁专区，中华人民共和国广西省已撤消的行政区，在今广西壮族自治区南部。
1953年，设邕宁专区，属桂西僮族自治区（副省级），专署驻南宁市。辖原宾阳专区所属宾阳、邕宁、横县、武鸣、上林、永淳、迁江、马山8县；原崇左专区所属崇左、思乐、隆安、丽江、镇南、大新、镇都、扶绥、上思9县。
同年，撤销永淳县，并入横县、邕宁、宾阳3县；撤销迁江县，并入来宾县；撤销思乐、镇南县，合并设立宁明县。专区辖14县。其后撤销邕宁专区，辖县改由桂西僮族自治区直辖。
1957年，复置邕宁专区，属广西省，专员公署驻南宁市。辖原由桂西僮族自治州（原桂西僮族自治区）直辖的凭祥市及邕宁、宾阳、横县、武鸣、上林、马山、崇左、隆安、龙津、大新、天等、扶绥、上思、宁明14县、都安瑶族自治县。专区辖1市、14县、1自治县。 
1958年，撤销邕宁专区，所辖县市划归南宁专区。